# Ander Capa
Ander Capa Rodríguez (Portugalete, 14 mei 1992) is een Spaans voetballer die doorgaans als vleugelspeler speelt. Hij kwam uit voor SD Eibar en Athletic Bilbao.

## Clubcarrière
Capa speelde in de jeugd bij Danok Dat, Athletic Bilbao en SD Eibar. Tijdens het seizoen 2011/12 debuteerde hij in het tweede elftal van SD Eibar, in de Tercera División. In juli 2012 werd hij bij het eerste elftal gehaald, nadat hij één wedstrijd met de hoofdmacht meespeelde tijdens het seizoen 2011/12. Het daaropvolgende seizoen promoveerde hij met zijn ploeg naar de Segunda División. In 2014 promoveerde de club voor het tweede jaar op rij, ditmaal naar de Primera División.
Capa speelde vanaf het seizoen 2014/15 vier seizoenen met Eibar in de Primera División en kwam in die periode tot 134 competitiewedstrijden. Hij verruilde de club in juli 2018 voor Athletic Bilbao. Met die ploeg won de Spanjaard in 2021 de Supercopa de España, door in de finale FC Barcelona na verlenging te verslaan. Medio 2023 verliet Capa Athletic Bilbao.  